# High Bandwidth Memory

Schéma en coupe d'une carte graphique qui utilise la High Bandwidth Memory (en haut à droite). Les différentes puces qui composent la HBM sont raccordées par des vias traversant le silicium (through-silicon via, ou TSV).

La High Bandwidth Memory (HBM, en français : mémoire à large bande passante) est une interface de mémoire d’ordinateur pour la mémoire vive dynamique synchrone (SDRAM) empilée en 3D (en), initialement de Samsung, AMD et SK Hynix. Elle est utilisée en conjonction avec des accélérateurs graphiques hautes performances, des périphériques réseau, des ASIC de centres de données IA hautes performances, comme cache dans le boîtier de CPU et comme RAM dans le boîtier de processeurs et FPGA à venir, et dans certains supercalculateurs (tels que le NEC SX-Aurora TSUBASA et le Fujitsu A64FX (en)). La première puce mémoire HBM a été produite par SK Hynix en 2013 et les premiers appareils à utiliser la HBM étaient les GPU AMD Fiji en 2015,.
La mémoire à large bande passante a été adoptée par le JEDEC comme norme industrielle en octobre 2013. La deuxième génération, HBM2, a été approuvée par le JEDEC en janvier 2016.

## Technologie
La HBM atteint une bande passante plus élevée que la DDR4 ou la GDDR5 tout en consommant moins d’énergie et dans un encombrement nettement plus faible. Ceci est réalisé en empilant jusqu’à huit puces DRAM et une puce de base en option qui peut inclure un circuit tampon et une logique de test. La pile est souvent connectée au contrôleur mémoire d’un GPU ou d’un CPU via un substrat, tel qu’un interposeur en silicium,. Alternativement, la matrice de mémoire peut être empilée directement sur la puce CPU ou GPU. Dans la pile, les puces sont interconnectées verticalement par des vias traversant le silicium (TSV) et des microbosses (en). La technologie HBM est similaire dans son principe mais incompatible avec l’interface Hybrid Memory Cube (HMC) développée par Micron Technology.
Le bus mémoire HBM est très large par rapport aux autres mémoires DRAM telles que la DDR4 ou la GDDR5. Une pile HBM de quatre puces DRAM (4-Hi) a deux canaux 128 bits par puce, soit un total de 8 canaux et une largeur de bus totale de 1024 bits. Une carte graphique/GPU avec quatre piles 4-Hi HBM aurait donc un bus mémoire d’une largeur de 4096 bits. En comparaison, la largeur de bus des mémoires GDDR est de 32 bits, une carte graphique avec 16 canaux aura une interface mémoire de 512 bits. HBM prend en charge jusqu’à 4 Go par boîtier.
Le plus grand nombre de connexions à la mémoire, par rapport à la DDR4 ou GDDR5, nécessitait une nouvelle méthode de connexion de la mémoire HBM au GPU (ou à un autre processeur). AMD et Nvidia ont tous deux utilisé des puces de silicium spécialement conçues, appelées interposeurs (en), pour connecter la mémoire et le GPU. Cet interposeur a l’avantage supplémentaire de nécessiter que la mémoire et le processeur soient physiquement proches, ce qui réduit les chemins de mémoire. Cependant, comme la fabrication de dispositifs semi-conducteurs est nettement plus chère que la fabrication de circuits imprimés, cela ajoute un coût au produit final.

### Interface
La DRAM HBM est étroitement couplée à la puce de calcul hôte avec une interface distribuée. L’interface est divisée en canaux indépendants. Les canaux sont complètement indépendants les uns des autres et ne sont pas nécessairement synchrones entre eux. La DRAM HBM utilise une architecture à interface large pour obtenir un fonctionnement à grande vitesse et à faible consommation. La DRAM HBM utilise une horloge différentielle à 500 MHz CK_t / CK_c (où le suffixe « _t » désigne la composante « vraie » ou « positive » de la paire différentielle, et « _c » signifie la composante « complémentaire »). Les commandes sont enregistrées sur le front montant de CK_t, CK_c. Chaque interface de canal possède un bus de données 128 bits fonctionnant à débit de données double (DDR). HBM prend en charge des taux de transfert de 1 GT/s par broche (transfert de 1 bit), ce qui donne une bande passante globale de 128 Go/s.

## HBM2
La deuxième génération de mémoire à large bande passante, HBM2, spécifie également jusqu’à huit puces par pile et double les taux de transfert, jusqu’à 2 GT/s par broche. En conservant un accès large de 1024 bits, HBM2 est capable d’atteindre 256 Go/s de bande passante mémoire par boîtier. La spécification HBM2 autorise jusqu’à 8 Go par boîtier. HBM2 devrait être particulièrement utile pour les applications grand public sensibles aux performances telles que la réalité virtuelle.
Le 19 janvier 2016, Samsung a annoncé un début de production de masse de HBM2, jusqu’à 8 Go par pile,. SK Hynix a également annoncé la disponibilité de piles de 4 Go en août 2016.

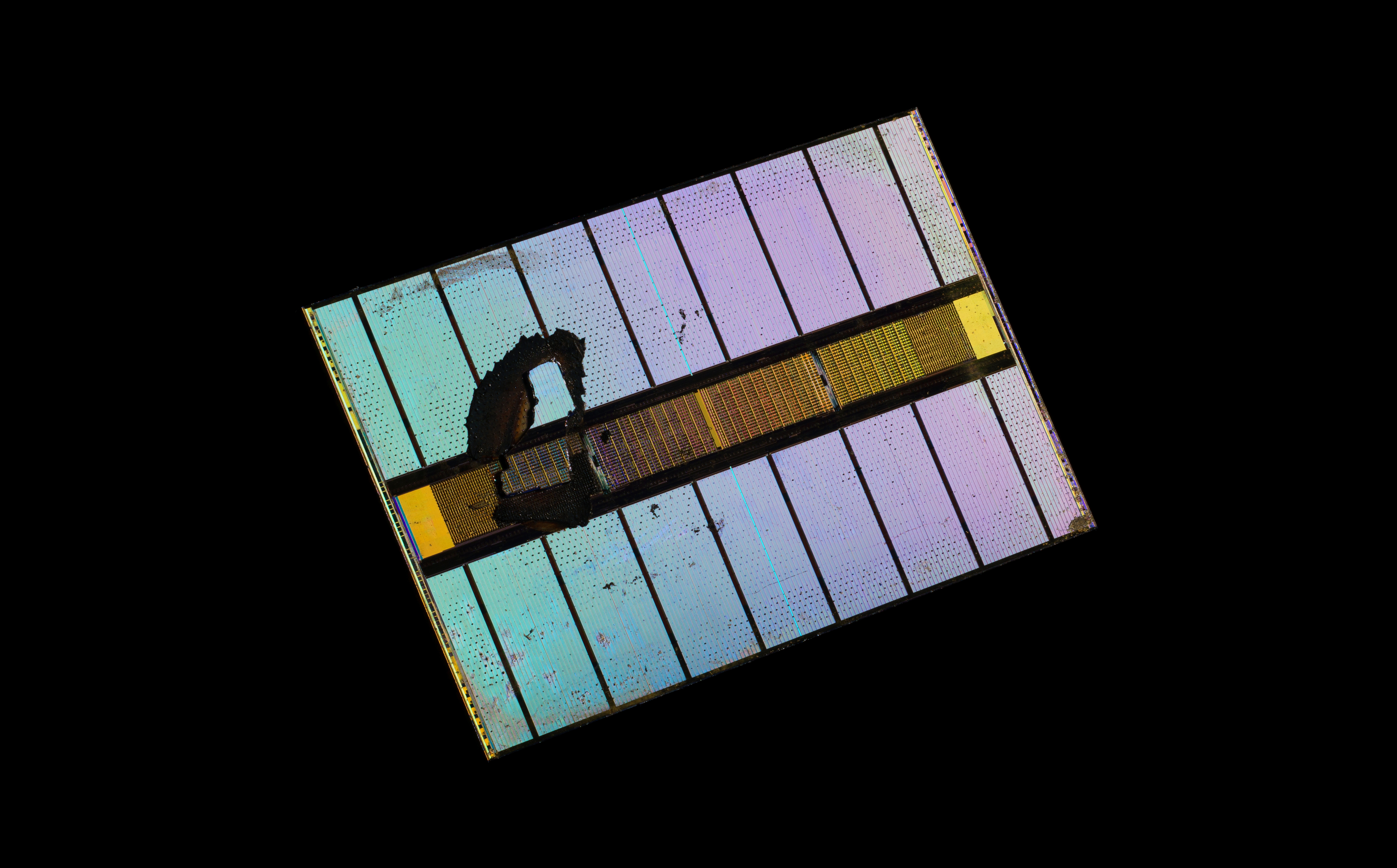
Puce DRAM HBM2
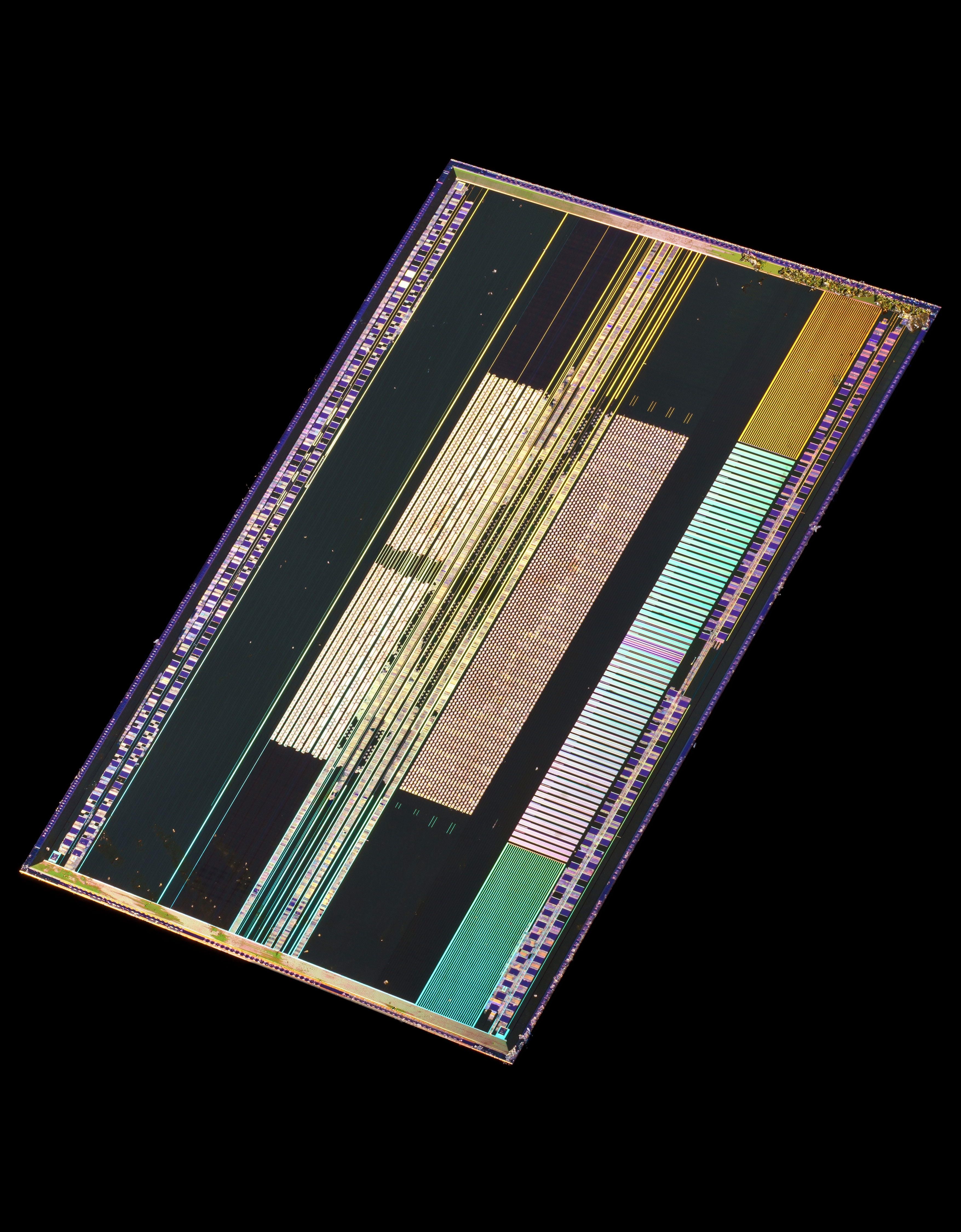
Puce contrôleur HBM2
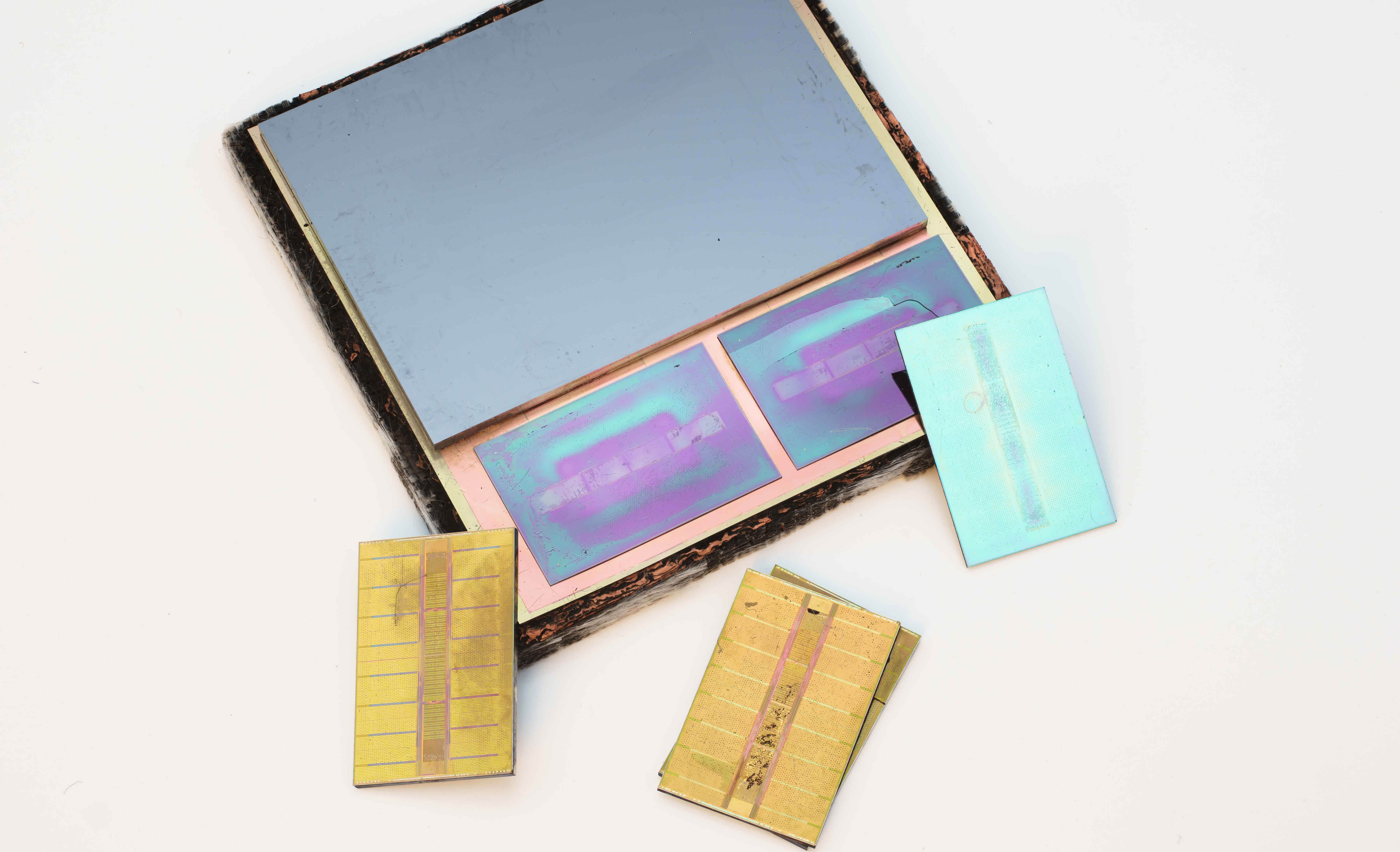
L'interposeur HBM2 d'un GPU Radeon RX Vega 64, avec les puces HBM retirées ; le GPU est encore en place